# San Sebastiano (Raffaello)
San Sebastiano è un dipinto a olio su tavola (43×34 cm) di Raffaello Sanzio, databile al 1501-1502 e conservato nell'Accademia Carrara di Bergamo.

## Storia
Il dipinto venne probabilmente realizzato come immagine sacra destinata alla devozione privata, quando l'artista, sebbene giovanissimo, incominciava a farsi una solida reputazione in Umbria, influenzato ancora dal suo maestro Pietro Perugino.
L'opera faceva parte della raccolta Zurla di Crema, per poi passare all'incisore Giuseppe Longhi nel 1818 circa e dal 1836 al conte Guglielmo Lochis che lo donò alla sede nel 1886. Fu proprietà molto probabilmente di un parente acquisito di Baldassare Castiglione, grande amico del Sanzio e membro della casata degli Zurla di Crema.
La critica è concorde nell'attribuirlo a Raffaello, con alcune oscillazioni sulla datazione, che varia dal 1501-1502 (Gamba, Ortolani, Fischel, Longhi, Camesasca, Brizio), al 1502-1503 (Monti), fino al 1503 (Adolfo Venturi) o il 1503-1504 (Pittalunga). Isolati sono i contributi di Gronau e Ottino della Chiesa, che ipotizzarono l'opera legata al periodo fiorentino, fino al 1505.

## Descrizione e stile
Il paesaggio e l'aspetto femmineo, dall'espressione dolcemente vacua di San Sebastiano risentono del Perugino, ma la mano emergente con la freccia, che segna la profondità, sono caratteristiche delle nuove ricerche del giovane Raffaello. Alcuni elementi fanno pensare a una conoscenza di Leonardo, che l'artista aveva avuto modo di vedere in alcuni brevi viaggi a Firenze prima del 1504, quando vi iniziò un soggiorno più lungo. La costruzione dell'immagine a ellissi incrociate è tutta raffaellesca.
Notevole è la cura dei dettagli, dai ricami sugli abiti, alla catenella realisticamente intrecciata.